# Patrick Meek
Patrick Meek (Evanston (Illinois), 10 november 1985) is een Amerikaans langebaanschaatser met de lange afstanden als specialiteit.

## Loopbaan
Meek leerde van jongs af aan schaatsen. Zijn vader is ook een voormalig schaatser en schaatscoach. In 2009 rondde hij aan de Universiteit van Utah een opleiding politieke wetenschappen af. Hij probeerde zich vergeefs te kwalificeren voor de Olympische Winterspelen van 2006 en 2010. In het seizoen 2012/13 werd hij bij de nationale kampioenschappen tweede op de tien kilometer en in 2013 werd hij Amerikaans kampioen op zowel de vijfentwintig als vijftig kilometer. Op de Olympische Spelen van 2014 werd hij twintigste op de vijf kilometer en elfde op de tien kilometer.

## Persoonlijke records
| Afstand     | Tijd     | Datum            | Baan           |
| ----------- | -------- | ---------------- | -------------- |
| 500 meter   | 37,85    | 27 december 2005 | Salt Lake City |
| 1000 meter  | 1.13,36  | 8 maart 2008     | Salt Lake City |
| 1500 meter  | 1.49,38  | 31 december 2013 | Salt Lake City |
| 3000 meter  | 3.46,53  | 20 december 2013 | Salt Lake City |
| 5000 meter  | 6.23,89  | 21 januari 2012  | Salt Lake City |
| 10000 meter | 13.23,16 | 1 januari 2014   | Salt Lake City |

(laatst bijgewerkt: 28 oktober 2022)